# 浅井美歌
浅井 美歌（あさい みか、1983年4月5日 - ）は、日本の女優。
東京都出身。元劇団いろは所属。身長163.6cm、血液型B型。
『3年B組金八先生』第5シリーズで室岡美佳子役を演じ、1999年にファッション雑誌『セブンティーン』の読者モデルに起用される。
金八先生で共演した岡あゆみのブログ(現在は消滅)で、同窓会に参加した様子が挙げられた事から、現在も3年B組のメンバーと交流は続いている模様。

## 出演

### テレビドラマ
- 3年B組金八先生 - 室岡美佳子 役
  - 第5シリーズ
  - 第6シリーズ
  - スペシャル9
  - スペシャル10
- 夜逃げ屋本舗
- 天国までの百マイル

### バラエティ
- マジカル頭脳パワー!!
- ジャングルTV 〜タモリの法則〜

### 映画
- 39 刑法第三十九条（1999年） - 少女時代の実可子 役

### CM
- ペプシコーラ